# 祝孔革
祝孔革（?—?），又作褚孔格、出空格。明代海西女真叶赫部首领，女真化的蒙古人，纳喇氏，原为土默特氏。
曾祖父打叶（胜根打喇汉）被明朝封为塔鲁木卫指挥使，祖父奇里哈尼（齐尔噶尼）封为都督佥事，因为扰乱明朝边境被杀。正德八年（1513年），交结女真首领加哈多次扰边。后来被明朝招抚，继承父亲的指挥佥事之职。
嘉靖三年（1524年），祝孔革晋升为都督。嘉靖十三年（1534年），塔山前卫都督速黑忒被族人巴代达尔汉所杀，于是祝孔革取代他成为海西女真各部盟主，控有敕书七百道，后来被速黑忒的侄孙王忠杀害，所辖十三寨被夺。

## 家族
- 弟，哲铿额、哲和讷[1]:145
- 长子，太杵
  - 子，清佳砮、杨吉砮皆为叶赫贝勒。道光年间编撰的《叶赫那兰氏八旗族谱》称二人为台坦住子[1]:129—130。
  - 杨吉砮子金台石是叶赫部最为知名人物，故《八旗满洲氏族通谱》等文献中，祝孔革和其弟后代多称“金台石同族”、“纳兰氏金台石之后”[1]:130。其实“辈分高低、血缘亲疏颇有差异”[1]:145。
- 二子，台坦住
- 三子，尼雅尼雅喀
  - 子，延信、阿尔布、雅林布、雅巴兰[1]:144。